# William Alington
Sir William Alington of Bottisham (* um 1430; † 1479) war ein englischer Ritter.

## Leben
Sir William Alington (auch Allington oder Alyngton) war ein jüngerer Sohn von William Alington, Gutsherr von Horseheath in Cambridgeshire. Er selbst war Gutsherr von Bottisham in Cambridgeshire.
Sir William begann seine Karriere 1457 als Friedensrichter in Cambridgeshire und ab 1464 bis 1470 in Huntingdonshire.
1467/68 saß er als Abgeordneter für das Borough Plympton im englischen Parlament. 1472 war er als Knight of the Shire für Cambridgeshire und 1477 für Lincolnshire Parlamentsmitglied. Die Repräsentanten des House of Commons wählten Sir William 1472 zu ihrem Speaker. Diese Position behielt Alington bis 1475 und wurde drei Jahre später, 1478, erneut zum Speaker gewählt.
In Cambridgeshire und Huntingdonshire diente Alington 1477 als Sheriff. Am 20. November 1477 erhielt Alington eine Belohnung von 6 £ für die Verhaftung des John de Vere, 13. Earl of Oxford.
Als George Plantagenet, 1. Duke of Clarence 1478 zum Tode verurteilt wurde und sein Bruder, König Eduard IV., mit dem Vollzug zögerte, überbrachte Sir William in seiner Funktion als Speaker des House of Commons seinem Souverän die Forderung der Parlamentarier das Urteil umzusetzen und somit Gerechtigkeit walten zu lassen.
Während der Rosenkriege kämpfte Alington für das Haus York 1471 bei der Schlacht von Barnet und in Tewkesbury.
Anfang 1479 wurde Sir William vom König ins Privy Council berufen.
Sir William Alington starb im Mai 1479 und hat seine letzte Ruhestätte in Bottisham, Cambridgeshire.

## Ehe und Nachkommen
Sir William war verheiratet mit Joan, eine Tochter des Sir John Ansty.
Das Paar hatte keine Nachkommen.